# Peter Gorski
Peter Gründgens-Gorski (gebürtig Peter Gorski, * 7. September 1921 in Berlin; † 3. März 2007 in Manacor) war ein deutscher Theaterregisseur, der auch in einigen Filmen Regie führte. In den Jahren 1965 bis 1971 verhinderte Gorski als Adoptivsohn und Alleinerbe von Gustaf Gründgens in mehreren Prozessen gegen die Nymphenburger Verlagsbuchhandlung die Publikation von Klaus Manns 1936 erschienenem Roman Mephisto in der Bundesrepublik Deutschland.

## Leben
Gorski, der als Soldat im Zweiten Weltkrieg erstmals 1942 im Fronturlaub in Berlin Kontakt mit Gründgens aufgenommen hatte,  war später dessen Lebensgefährte. Gründgens adoptierte Gorski 1949 mit der Begründung, dass ihm dieser das Leben gerettet habe: „Nachdem Herr Gorski mir 1945 durch seinen unerschrockenen Einsatz das Leben gerettet hat, entstand zwischen uns eine derart enge Lebensgemeinschaft, die mich veranlaßt, nunmehr Herrn Gorski an Kindes Statt anzunehmen.“
Gorski begann in den 1950er Jahren eine Karriere als Regisseur. Spätestens seit 1953 war er im Düsseldorfer Schauspielhaus unter dem Intendanten Gustaf Gründgens als Regieassistent und Regisseur tätig. 1955 war er Regieassistent im Film Reifende Jugend. Zur Zeit der Intendanz von Gustaf Gründgens am Deutschen Schauspielhaus Hamburg inszenierte er verschiedene Theaterstücke, wie 1957 Gerd Oelschlegels Komödie Staub auf dem Paradies, 1958 Jules Romains’ Lustspiel Der Triumph der Medizin, 1960 Marcel Pagnols Monsieur Topaze, Dylan Thomas’ Unter dem Milchwald. und zuletzt im Oktober 1963 Shakespeares Lustige Weiber von Windsor, bereits unter der Intendanz von Oscar Fritz Schuh.
1960 war Gorski bei den Salzburger Festspielen Spielleiter bei der Wiederaufnahme von Giuseppe Verdis Oper Don Carlo, einer Produktion aus dem Jahr 1958, in der Gustaf Gründgens Regie geführt hatte.
Bei der Filmadaption der gefeierten Gründgens-Inszenierung des Faust I am Deutschen Schauspielhaus in Hamburg, bei der Gründgens den Mephisto spielte, wurde Gorski die Regie zum Film Faust (1960) übertragen.
Der Film war der offizielle Kandidat Westdeutschlands bei der Oscarverleihung 1961 als bester ausländischer Film, erreichte nicht die Nominierung, erhielt aber im gleichen Jahr den Deutschen Filmpreis als hervorragender Dokumentar- und Kulturfilm.
Als die Nymphenburger Verlagsbuchhandlung nach dem Tod von Gustaf Gründgens im Rahmen einer Gesamtausgabe der Werke Klaus Manns auch dessen Roman Mephisto publizieren wollte, klagte Gorski als Gründgens’ Alleinerbe ab 1963 zuerst vor dem Landesgericht Hamburg auf Unterlassung mit der Begründung, dass der Roman, der sich an die Lebensgeschichte seines Adoptivvaters anlehnte, „ein verfälschtes, grob ehrverletzendes Bild von Gründgens“ zeichne. Nach Abweisung der Klage legte Gorski 1965 vor dem Oberlandesgericht Hamburg Berufung an, mit der Folge, dass der Vertrieb des Romans verboten wurde. Der Verlag klagte daraufhin beim Bundesgerichtshof und beim Bundesverfassungsgericht, das 1971 in der Mephisto-Entscheidung den Vertrieb des Romans in letzter Instanz bei Stimmengleichheit verbot, weil es den Schutz der (postmortalen) Menschenwürde höher gewichtete als die Freiheit der Kunst. Als der Roman im Dezember 1980 im Rowohlt Verlag als Taschenbuch erschien, klagte Gorski nicht mehr gegen eine Veröffentlichung des Werks.
1995 prozessierte Gorski, der zu diesem Zeitpunkt auf Mallorca lebte, als Alleinerbe von Gründgens wegen Besitzansprüchen auf das Gut Zeesen in Königs Wusterhausen. Diese Villa aus dem Besitz der jüdischen Bankiersfamilie Goldschmidt wurde 1935 auf Betreiben Hermann Görings zur Hälfte des damaligen Einheitswerts an Gründgens verkauft, was Gustaf Gründgens später als „ziemlich unseriös“ bezeichnete. Nach dem Ende des Zweiten Weltkriegs wurde die Villa u. a. vom Außenministerium der DDR als Heim für Diplomatenkinder genutzt. Restitutionsansprüche stellten sowohl Peter Gorski als auch die Nachkommen des ehemaligen Besitzers und das Auswärtige Amt. 1998 begann ein neuer Prozess vor dem Verwaltungsgericht Cottbus, bevor die Villa 1999 den Nachkommen Goldschmidts zugesprochen wurde.
Anlässlich des 100. Geburtstags von Gustaf Gründgens und einer geplanten Ausstellung im Dezember 1999 übergab Peter Gorski der Berliner Staatsbibliothek einen Teil von Gründgens’ Nachlass mit über 70 laufenden Metern an Dokumenten.
Am Tag der Ausstellungseröffnung meldete sich Gorski wegen Klaus Manns Mephisto-Romans erneut zu Wort, wobei die Berliner Zeitung Gorskis Auftritt folgendermaßen kommentierte: „Es wirkte schon eher peinlich und unangemessen, als Gorski am Tag der Ausstellungseröffnung auf Klaus Mann und seinen ‚schlecht informierten‘ Roman schimpfte wie ein Rohrspatz mit Rohrstock.“

## Filme
- 1955 Reifende Jugend- Regieassistenz
- 1960 Faust- Regie[13]

## Regie am Deutschen Schauspielhaus Hamburg
- 1957 Gerd Oelschlegel: Staub auf dem Paradies
- 1958 Jules Romains: Der Triumph der Medizin
- 1960 Marcel Pagnol: Monsieur Topaze
- 1960 Dylan Thomas: Unter dem Milchwald[4]
- 1961 Jean Giraudoux: Amphitryon 38
- 1961 Siegfried Lenz: Zeit der Schuldlosen (UA)
- 1962 Molière: Die Schule der Frauen
- 1963 Christian Dietrich Grabbe: Scherz, Satire, Ironie und tiefere Bedeutung[14]
- 1963 Peter Ustinov: Endspurt
- 1963 Shakespeare: Die lustigen Weiber von Windsor[15]

## Auszeichnungen
- 1963: Bundesfilmpreis für Faust (Bester Regisseur)